# 国际文献委员会
國際文獻委員會（法語：Comité international pour la documentation，简称CIDOC），是国际博物馆协会（英語：International Council of Museums，简称ICOM）组织中的二十几个委员会之一。CIDOC的成员里原本都是文化博物馆文物领域的专家以及技术人员，并且是由数个工作群组所组成，每年都会举办相关会议来探讨相关技术的发展。